# Vilhelm Grønbech
Vilhelm Grønbech (* 14. Juni 1873 in Allinge auf Bornholm; † 21. April 1948 in Helsingør) war ein dänischer Universalgelehrter, Kulturhistoriker, Religionswissenschaftler und von 1915 bis 1943 Professor an der Universität Kopenhagen. 

## Leben
Grønbech studierte ab 1890 in Kopenhagen Philologie, arbeitete in der Königlichen Bibliothek sowie als Lehrer und promovierte sich 1902 mit einer Arbeit über die historische Phonetik der türkischen Sprache. Er befasste sich auch mit Psychologie und arbeitete als Kirchenorganist. 1914 bot ihm die Universität Leipzig erfolglos einen Lehrstuhl an. 1915 wurde er Professor für Religionsgeschichte in Kopenhagen. Während der deutschen Besatzungszeit zogen seine Vorlesungen zahlreiche Hörer an. Die von ihm gemeinsam mit dem Theologen und Demokratietheoretiker Hal Koch begründete Zeitschrift  Frie Ord („Freies Wort“) wurde zu einem vielgelesenen Organ. Elfmal wurde er zwischen 1914 und 1944 für den Nobelpreis für Literatur vorgeschlagen. Er wurde Mitglied der Königlichen Dänischen Akademie für Wissenschaft und Kunst, Ehrenbürger von Allinge und erhielt eine Ehrenwohnung in Helsingborg.
Grønbech war zweimal verheiratet. Sein Sohn Kaare Grønbech war Spezialist für asiatische Sprachen.

## Werk
Seine Themen waren die Germanische Religion sowie die Germanische Mythologie, die er mit hohem literarischem Anspruch, epischer Breite und großer Empathie bearbeitete, aber auch die europäische und asiatische Mystik, die christliche Religion, die Missionsgeschichte Skandinaviens und die deutsche Romantik.
In seinem Essay Primitiv Religion (1915) zeigte er die Komplexität der alten Religionen auf und wies die evolutionäre Drei-Stadien-Theorie der Entwicklung der Religionen von James George Frazer zurück.
Sein epochaler Klassiker, in deutscher Übersetzung mit dem Titel Kultur und Religion der Germanen, geht von der Analyse der elementaren Begriffe der geistigen Kultur der Germanen aus (Heil, Ehre, Friede, Kleinod, Biertrunk usw.), die er tief ausleuchtet. Mangels schriftlicher Überlieferungen stützte er sich auf Geschichten und Sagen, die in späterer Zeit niedergeschrieben wurden. In diesem Werk entwickelt er auch eine Theorie des rituellen Dramas der Germanen (rituelle Preis-, Toten-, Heldengesänge und Tänze). Dabei erreicht er einen bis dahin kaum erreichten Grad der Annäherung an seinen Gegenstand, überschreitet aber bei seinem von der deutschen Romantik beeinflussten Versuch, eine Art Wesensdeutung oder Psychologie der Germanen zu entwickeln, gelegentlich die Grenze zur Spekulation.
Eine ähnliche Methode wandte er in seinem vierbändigen Werk Mystikere i Europa og Indien über die griechische, mittelalterlich-europäische und indische Mystik an. Den letzten Band widmete er den romantischen Schriftstellern (u. a. William Blake).
In Religiøse strømninger i det nittende aarhundrede („Religiöse Strömungen im 19. Jahrhundert“) sieht er den Beginn der religiösen Krise der westlichen Welt nicht im Zeitalter der Reformation, sondern in der Romantik des ausgehenden 18. Jahrhunderts. Die Evolutionstheorie berge jedoch die Chance, dass die Menschen das Vertrauen in universale Gesetze wiedergewönnen.

## Ausgewählte Publikationen
- Forstudier til tyrkisk lydhistorie. Kopenhagen 1902.
- Vor folkeæt i oldtiden. Band I-IV (1. Lykkemand og Niding. 2. Midgård og Menneskelivet. 3. Hellighed og Helligdom. 4. Menneskelivet og Guderne). 1909 bis 1912 Kopenhagen ²1955. (Erweiterte englische Fassung unter dem Titel The Culture of the Teutons, Oxford University Press 1932, 2 Bde.; dt. unter dem Titel Kultur und Religion der Germanen, Hamburg: Hanseatische Verlags-Anstalt 1937–1939, 4 Bde.; Darmstadt: Wissenschaftliche Buchgesellschaft 1954, 2 Bde.; zahlreiche Neuauflagen; Reprint der zwei Bände in einem Band Leipzig 2011.)
- Primitiv religion. Stockholm 1915.
- Kultur og Virkelighed. Festskrift tillägnad professor Vitalis Norström på 60-års dagen den 29. januari 1916. Stockholm 1916, S. 159–70.
- Religiøse strømninger i det nittende århundrede. Kopenhagen 1922.
- William Blake. Kunstner. Digter. Mystiker. Kopenhagen 1933.
- Mystikere i Europa og Indien. Band I-IV, Kopenhagen 1925 bis 1935.
- Friedrich Schlegel i årene 1791-1808. Det Kgl. Danske Videnskabernes Selskab XXII, Kopenhagen 1935.
- Jesus Menneskesønnen. Kopenhagen 1935.
- Hellenismen. Band I-II, Kopenhagen 1940.
- Paulus. Jesu Kristi apostel. Kopenhagen 1940.
- Kristus. Den opstandne frelser. Kopenhagen 1941.
- Hellas. Band I-V, Kopenhagen 1942 bis 1953 (1. Adelstiden. 2. Revolutionen. 3. Guder og Mennesker. 4.Tænkere og Tragikere. 5. Supplement).
- Livet er et fund. En bog om humor og tragedie. Kopenhagen 1951.
- Atombomben og andre essays. Kopenhagen 1957.